# Monodontium tetrathela
Monodontium tetrathela là một loài nhện trong họ Barychelidae. Loài này phân bố ờ New Guinea.